# جيفري د. لونغ
جيفري د. لونغ (بالإنجليزية: Jeffery D. Long)‏ هو كاتب أمريكي، ولد في 14 مارس 1969.